# HMS Spencer (1800)
HMS Spencer (Корабль Его Величества «Спенсер») — 74-пушечный линейный корабль третьего ранга. Третий корабль Королевского флота, названный HMS Spencer. Проект корабля был разработан французским эмигрантом, кораблестроителем Жаном Луи Барральером. Заложен в сентябре 1795 года. Спущен на воду 10 мая 1800 года на частной верфи Адамса в 
Баклерхарде. Принял участие во многих морских сражениях периода Французских революционных и Наполеоновских войн, в том числе в Сражении в заливе Альхесирас, в Гибралтарском ночном сражении и Бою при Сан-Доминго.

## Служба
6 июля 1801 года Spencer, под командованием капитана Генри Дарби, вместе с ещё 5 линейными кораблями под командованием 
контр-адмирала Джеймса Сумареса атаковал на Альхесирасском рейде французскую эскадру под 
командованием контр-адмирала Линуа. Хотя англичане нанесли серьёзные повреждения всем трём французским 
линейным кораблям, ни один из них не был захвачен, и англичане вынуждены были отступить, оставив севший на мель Hannibal на 
произвол судьбы. В 2 часа дня Hannibal сдался. В самом начале сражения Spencer попал в штиль и потому не мог принять активного участия в сражении, а лишь перестреливался с ближайшей береговой батареей. Он оказался одним из наименее поврежденных 
британских кораблей, хоть и потерял 6 человек убитыми и 27 ранеными.
Потерпев поражение на рейде города Альхесирас, Сумарес ночью с 12 на 13 июля 1801 года вновь атаковал эскадру контр-адмирала Линуа, которая к тому времени соединилась с испанской эскадрой из пяти линейных кораблей, под командованием вице-адмирала Хуана де Морено. На этот раз удача оказалась на стороне англичан: в результате сражения был захвачен один французский корабль, а 2 испанских 112-пушечных корабля, приняв в темноте друг друга за неприятеля, свалились и вместе взлетели на воздух. Адмирал Линуа, прекрасно проведший Альхесираский бой, теперь не мог предотвратить овладевшего союзным флотом замешательства, так как по настоянию главнокомандующего, адмирала Морено, находился на испанском корабле. Spencer находился в арьергарде британской эскадры и не принимал активного участия в битве.
После того как Вильнев отплыл из Тулона в Вест-Индию 29 марта 1805 года с эскадрой из одиннадцати линейных кораблей, шести фрегатов и двух шлюпов, Spencer, под командованием капитана Роберта Стопфорда, в составе эскадры Нельсона устремился за ним в погоню. Британцам так и не удалось обнаружить там франко-испанский флот, а 12 июня Нельсон узнал об уходе союзников и он с 11 кораблями вновь пустился в свою неутомимую погоню. Однако Вильнёв взял курс на Ферроль, а Нельсон на Кадис, полагая что противник направляется в Средиземное море.
Когда эскадра Нельсона вернулась в Средиземное море, Spencer с другими кораблями присоединился к британскому флоту, 
блокирующему франко-испанский флот в Кадисе. В начале октября Spencer ещё с пятью кораблями был отправлен в Гибралтар для пополнения запасов воды и продовольствия. Он ждал попутного ветра чтобы отправиться к Кадису, когда важный торговый конвой прибыл из Англии и Spencer было приказано сопроводить его мимо Картахены, где находились девять испанских линейных кораблей. Торговый конвой вышел из Гибралтара в тот же день, когда Вильнев и объединённый флот покинул Кадис, чтобы потерпеть сокрушительное поражение у мыса Трафальгар.
Spencer входил в состав эскадры под командованием вице-адмирала Джона Дакворта, которая возобновила блокаду Кадиса после Трафальгарского сражения. Когда эскадры достигли новости, что две французских эскадры отплыли из Бреста в декабре 1805 года, Дакворт отправился за ними и повел свою эскадру в Вест-Индию. В конечном итоге он обнаружил эскадру вице-адмирала Лессега у острова Сан-Доминго, где 6 февраля 1806 года вступил с ней в бой. Spencer во главе наветренной колонны британской эскадры вступил в бой с французским авангардом. В 10:10 Superb уменьшил паруса и открыл огонь по Alexandre, после чего Northumberland вступил в бой с Impérial. Находившийся от него справа и за кормой Spencer начал бой с Diomède, одновременно его носовые пушки 
обстреливали французский флагман. Оказавшийся под сильным огнём 80-пушечный Alexandre вышел из линии и попытался пройти за 
кормой Spencer обстреляв его. Но Spencer успел вовремя повернуть и дать бортовой залп по Alexandre. После этого два корабля вступили в близкий бой, который продолжался до тех пор, пока Alexandre, попавший под огонь ещё нескольких кораблей, не лишился всех мачт и загорелся. После этого Spencer присоединился к остальным кораблям флота, открыл огонь по французскому флагману Impérial, и продолжал обстрел до тех пор, пока противник не выбросился на мель. В сражении Spencer получил несколько пробоин корпуса и потерял 18 человек убитыми и 50 ранеными.
26 июля 1807 года Spencer в составе флота из 38 судов отплыл к Копенгагену. В составе эскадры адмирала Джеймса Гамбье принял участие в осаде и бомбардировке Копенгагена, завершившего капитуляцией города и передачей всего датского флота англичанам.
Spencer прошёл капитальный ремонт в Плимуте с октября 1811 по март 1814 года. Он вновь вступил в строй в январе 1814 года под командованием капитана Ричарда Рэгетта. Он отплыл в Северную Америку сопровождал торговый конвой в Канаду. Позже он патрулировал море в заливе Мэн. В конце 1814 года Spencer разделил призовые деньги за захват американской бригантины Superb.
После успешного круиза летом 1814 года, во время которого он захватил шхуну Королевского флота Landrail, американский капер Syren вернулся в США, но при подходе к устью реки Делавэр он был обнаружен британскими корабли осуществлявшими блокаду. Чтобы избежать захвата шлюпками Spencer и 14-пушечного шлюпа Telegraph, 16 ноября Syren выбросился на берег в районе Кейп-Мей. Прежде чем покинуть судно экипаж поджёг его, чтобы он не достался британцам.
С августа 1815 года Spencer служил сторожевым кораблем в Плимуте под командованием капитана Уильяма Роберта Бротона. 16 марта 1817 года Wolf, тендер со Spencer, захватил две лодки контрабандистов, Albeona и Two Brothers, и их груз. В 1818 году капитан сэр Томас Харди сменил Бротона на посту капитана Spencer.
Капитан Сэмюэль Роули заменил Харди в сентябре. Затем Spencer служил в качестве флагмана контр-адмирала сэра Джосиаса Роули в Корке. Он оставался на службе до конца 1821 года, после чего вернулся в Плимут, где в апреле 1822 года был отправлен на слом и разобран.